# مرد یخی (فیلم ۱۹۸۹)
مرد یخی می‌آید (به انگلیسی: Iceman Cometh) یک فیلم سینمایی هنگ کنگی در ژانر فیلم فانتزی و رزمی محصول سال ۱۹۸۹ به کارگردانی کلارنس فوک است که با بازیگران اصلی این فیلم یوئن بیائو، مگی چانگ و یوئن وا هستند. این فیلم در تاریخ ۱۸ اوت ۱۹۸۹ در هنگ کنگ اکران شد.